# 通耶·凯尔高
通耶·凯尔高（丹麥語：Tonje Kjærgaard，1975年6月11日—），丹麦女子手球运动员。她曾代表丹麦国家队参加1996年和2000年夏季奥林匹克运动会手球比赛，两届比赛均获得金牌。